# Кулай, Анатолий Григорьевич
Анатолий Григорьевич Кулай (23 июля 1966, Брест — 30 июня 2020, Оренбург) — российский военачальник. Командующий 31-й ракетной армией (2010—2020), генерал-лейтенант (2013).

## Биография
Родился 23 июля 1966 году в Бресте.
Окончил Серпуховское высшее военно-командно-инженерное училище ракетных войск (1988), Военную академию РВСН имени Петра Великого (1998) и Военную академию Генерального штаба Вооруженных Сил Российской Федерации (2005).
Служил в Ракетных войсках: инженер группы, начальник расчета, начальник отделения, заместитель командира группы пуска, командир группы пуска, заместитель командира полка по боевому управлению, начальник штаба полка, командир ракетного полка, заместитель командира, начальник штаба ракетной дивизии (Барнаул).
С 2006 по 2010 год — командир 29-й гвардейской ракетной дивизии (Иркутск).
С февраля по сентябрь 2010 года — начальник штаба — первый заместитель командующего 31-й ракетной армией.
С сентября 2010 года — командующий 31-й ракетной армией.
В июне 2013 года присвоено воинское звание генерал-лейтенант.
Скоропостижно скончался 30 июня 2020 года в Оренбурге. Похоронен на кладбищенском комплексе «Степной-1».
Награждён орденом «За военные заслуги», медалями.